# Mitrephora caudata
Mitrephora caudata é uma espécie de salamandra da família Annonaceae.
É endémica das Filipinas.